# A Volta ao Mundo em 72 Dias

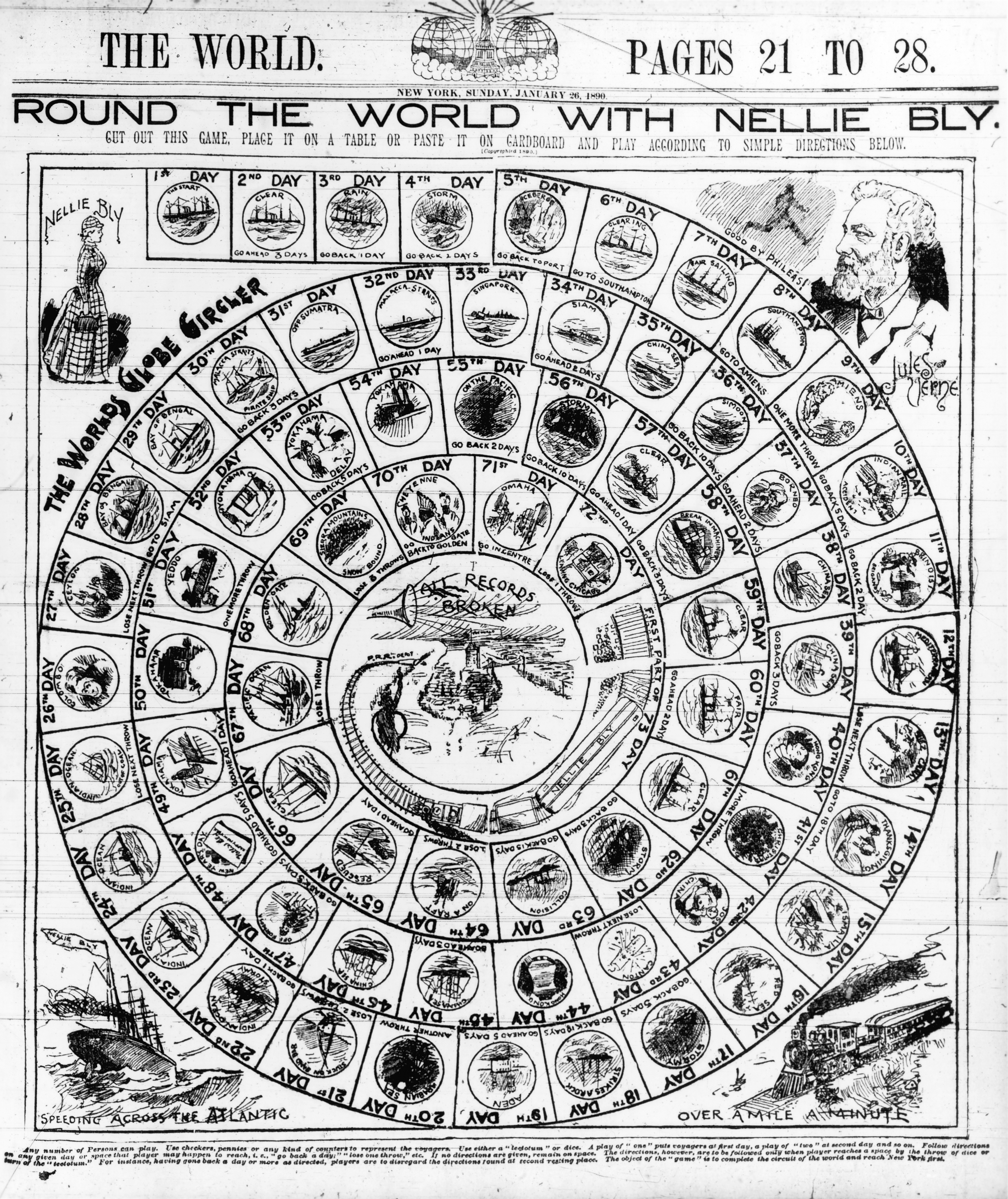
Tabuleiro de jogo ilustrando a circunavegação do globo pela jornalista Nellie Bly (1889-1890), no New York World, 26 de janeiro de 1890.

A volta ao Mundo em 72 Dias é um livro de 1890 da jornalista Elizabeth Jane Cochrane, escrito sob seu pseudônimo, Nellie Bly. A crônica detalha sua viagem de 72 dias ao redor do mundo, que foi inspirada no livro de 1873 A Volta ao Mundo em 80 Dias, de Júlio Verne. Ela realizou a jornada para o tabloide de Joseph Pulitzer, o New York World.

## Jornada
Em 1888, Bly sugeriu a seu editor no New York World que fizesse uma viagem ao redor do mundo, tentando transformar a ficção de A Volta ao Mundo em 80 Dias em realidade pela primeira vez. Um ano depois, em 14 de novembro de 1889, ela embarcou no Augusta Victoria, um navio a vapor da Hamburg America Line, e iniciou sua jornada de 24 899 milhas com a meta de terminar em 75 dias.
Ela trouxe consigo o vestido que usava, um sobretudo resistente, várias mudas de roupa íntima e uma pequena bolsa de viagem com seus itens essenciais de higiene. Ela carregava a maior parte de seu dinheiro em uma bolsa amarrada em seu pescoço.
O jornal de Nova York Cosmopolitan patrocinou sua própria repórter, Elizabeth Bisland, para bater o tempo de Phileas Fogg e Bly. Bisland viajaria no sentido oposto ao redor do mundo. Bly, no entanto, não soube da viagem de Bisland até chegar a Hong Kong. Ela descartou a competição barata. "Eu não correria", disse ela. “Se outra pessoa quer fazer a viagem em menos tempo, é preocupação dela”.
Para manter o interesse pela história, o World organizou um "jogo de adivinhação de Nellie Bly" em que os leitores foram solicitados a estimar o tempo de chegada de Bly, com o grande prêmio consistindo em uma viagem gratuita para a Europa.
Em suas viagens ao redor do mundo, Bly passou: pela Inglaterra; pela França, onde conheceu Júlio Verne em Amiens; por Brindisi no sul da Itália; pelo Canal de Suez; por Colombo no Ceilão; pelos Estabelecimentos dos Estreitos (territórios britânicos) de Penang e Cingapura na Península Malaia; por Hong Kong; e pelo Japão. O desenvolvimento de redes de cabos submarinos eficientes e o telégrafo elétrico permitiram que Bly enviasse breves relatórios de progresso, embora despachos mais longos tivessem que viajar por correio regular e, portanto, estivessem frequentemente atrasados de várias semanas.
Bly viajou usando navios a vapor e os sistemas ferroviários existentes, o que causou contratempos ocasionais, especialmente na parte asiática de sua corrida. Durante essas paradas, ela visitou uma colônia de leprosos na China e comprou um macaco em Cingapura.

## Chegada
Como resultado do mau tempo em sua travessia do Pacífico, ela chegou a São Francisco no navio Oceanic da White Star em 21 de janeiro, com dois dias de atraso. No entanto, o proprietário da World, Pulitzer, fretou um trem particular para trazê-la para casa, e ela voltou a Nova Jersey em 25 de janeiro de 1890, às 15h51.

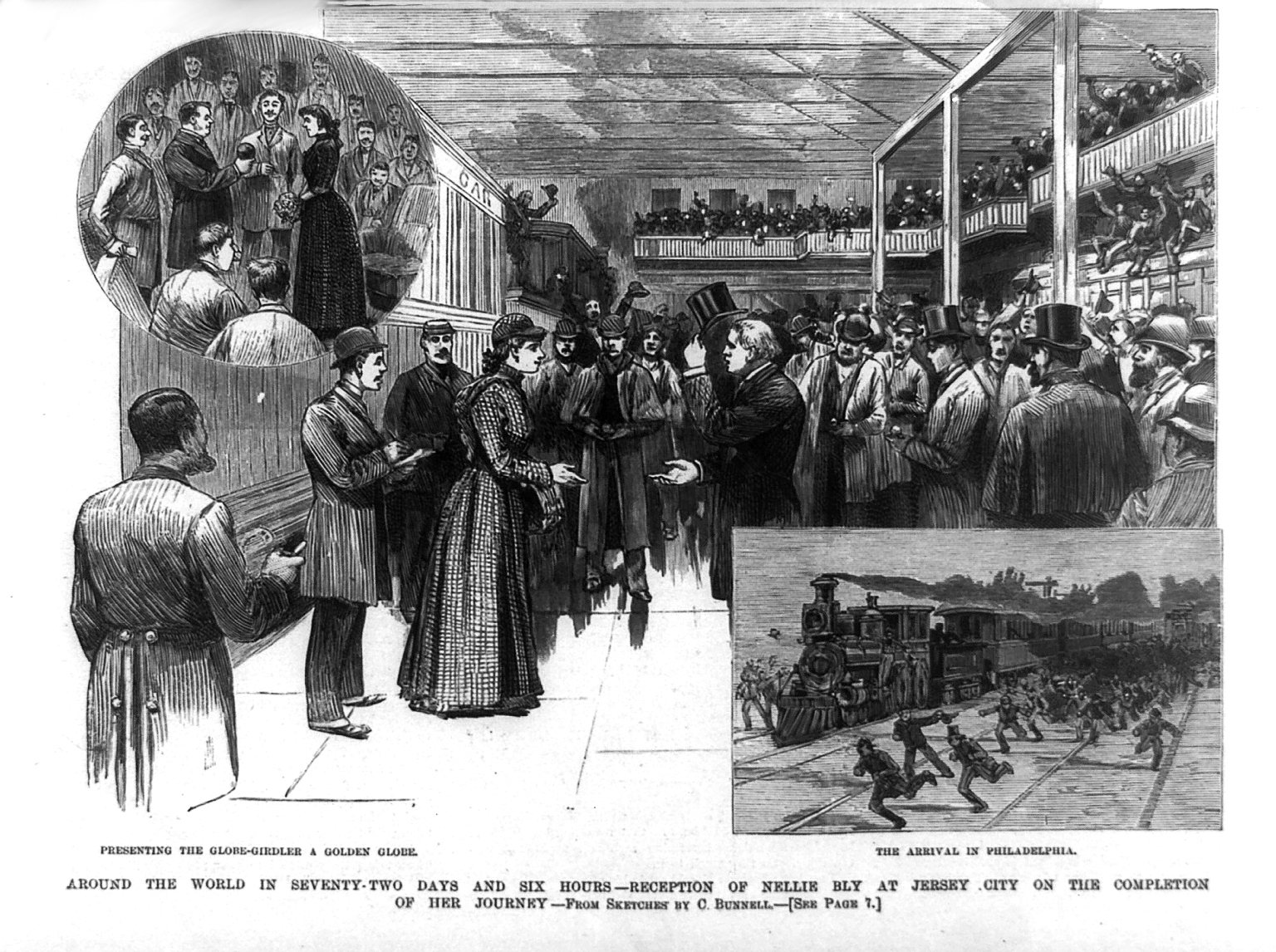
Uma imagem em xilogravura da recepção de boas-vindas de Nellie Bly em Jersey City, em 8 de fevereiro de 1890.

Bly voltou a Nova York setenta e dois dias e seis horas e 11 minutos depois de deixar Hoboken. Na época, Bisland ainda estava dando a volta ao mundo. Como Bly, ela perdeu uma conexão e teve que embarcar em um navio lento e antigo (o Bothina) no lugar de um navio rápido (Etruria). A jornada de Bly, na época, foi um recorde mundial, mas foi superada alguns meses depois por George Francis Train, que completou a jornada em 67 dias. Em 1913, Andre Jaeger-Schmidt, Henry Frederick e John Henry Mears haviam melhorado no histórico, o último completando a jornada em menos de 36 dias.

## Na cultura popular
- Na quinta temporada, no episódio sete de Boardwalk Empire (ambientado em 1931), a personagem Gillian Darmody lê em voz alta este livro, o único que ela possui.